# Silke Knollová
Silke-Beate Knollová (* 21. února 1967, Rottweil, Bádensko-Württembersko) je bývalá německá atletka, sprinterka, jejíž specializací byl běh na 200 metrů.
Reprezentovala tehdejší NSR. První cenný kov získala na halovém ME v Budapešti 1988, kde doběhla ve finále na třetím místě. O dva roky později skončila pátá v závodě na 200 metrů na mistrovství Evropy ve Splitu. Stříbrnou medaili vybojovala ve štafetě na 4 × 100 metrů. Na mistrovství světa ve Stuttgartu 1993 skončila v semifinále. V roce 1994 získala stříbro na halovém ME v Paříži. Ve finále zaběhla trať v čase 22,96 a nestačila jen na Rusku Galinu Malčuginovou, která zvítězila s časem 22,41.
V témž roce se stala v Helsinkách mistryní Evropy ve štafetovém běhu na 4 × 100 m. Dalšími členkami štafety byly Melanie Paschkeová, Bettina Zippová a Silke Lichtenhagenová. Jen těsně ji unikla medaile v individuálním závodě, když na dvoustovce doběhla čtvrtá (22,99 s) . V roce 1995 získala bronz ve štafetě na mistrovství světa v Göteborgu.
20. února 1988 v Dortmundu byla členkou štafety, která vytvořila halový světový rekord v závodě na 4 × 200 metrů. Kvarteto ve složení Helga Arendtová, Silke Knollová, Mechthild Kluthová a Gisela Kinzelová zaběhlo trať v čase 1:32,55. Rekord byl překonán 29. ledna 2005 v Glasgow ruským kvartetem ve složení Jekatěrina Kondraťjevová, Irina Chabarovová, Julija Pečonkinová a Julija Guščinová, které drží světový rekord časem 1:32,41. 

## Osobní rekordy
- 200 m (hala) - (22,91 - 1994) [3]
- 200 m (dráha) - (22,29 - 19. července 1992, Ingolstadt)